# Juhan Kunder

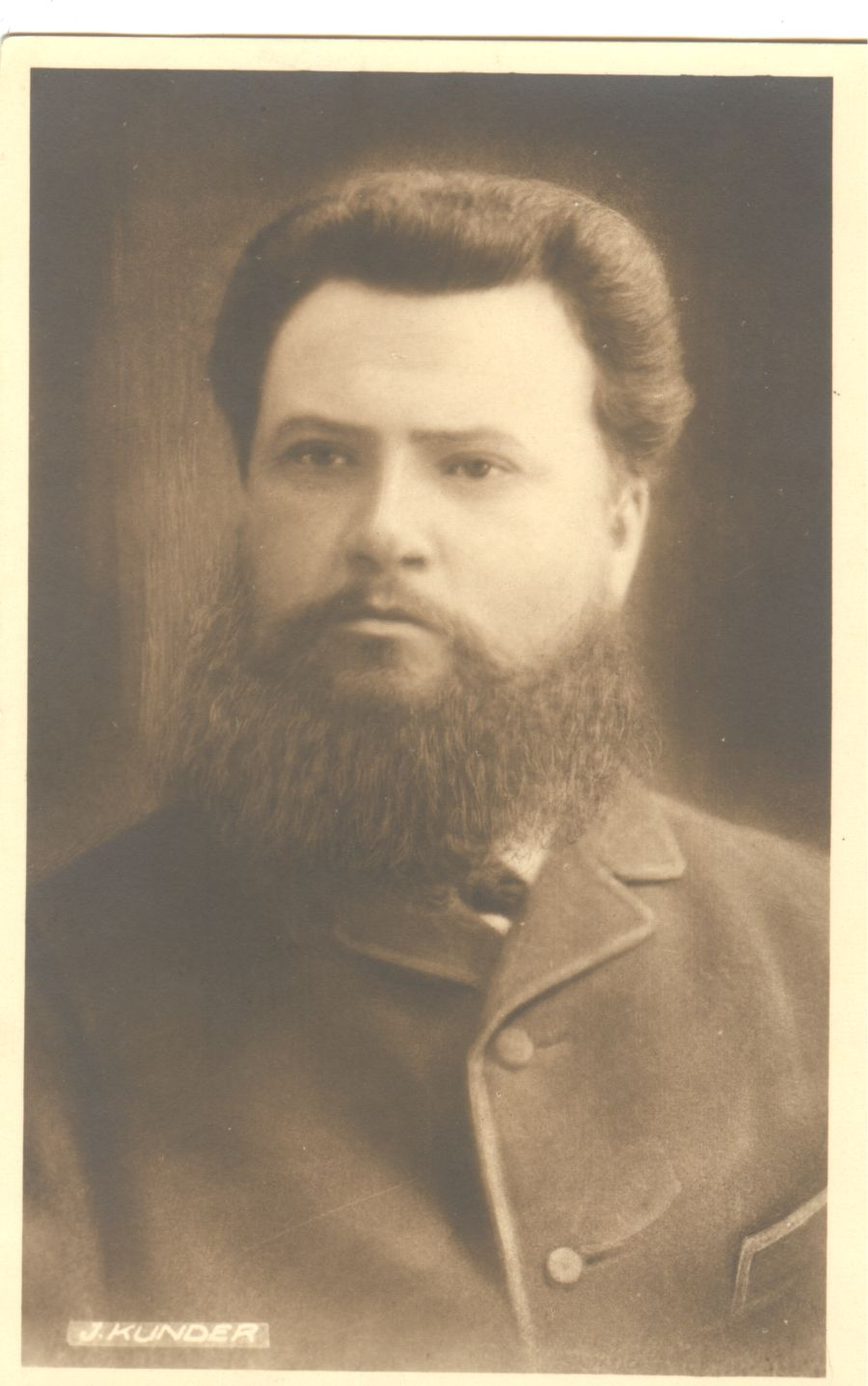
Juhan Kunder

Juhan Kunder (* 14. Dezemberjul. / 26. Dezember 1852greg. in Holstre; † 12. Apriljul. / 24. April 1888greg. in Sankt Petersburg) war ein estnischer Schriftsteller.

## Leben
Juhan Kunder wurde auf einem Bauernhof in Südestland geboren und ging an verschiedenen Orten zur Schule. Seinen Schulabschluss machte er 1872 auf der Kreisschule in Viljandi, wo Friedrich Kuhlbars sein Lehrer war. In den Jahren 1872–1875 studierte er am deutschsprachigen Lehrerseminar in Tartu. Danach arbeitete er ein Jahr als Lehrer in Tartu, bevor er nach Rakvere ging, wo er die nächsten zehn Jahre im Schuldienst tätig war. Nach einem weiteren, 1882 abgeschlossenen Examen war er offiziell Kreisschullehrer.
In Rakvere sind die meisten literarischen Werke Kunders entstanden. Nebenbei war er auch journalistisch tätig, beispielsweise von 1885 bis 1886 als Redakteur der Zeitschrift Meelejahutaja ('Der Zerstreuer'). 1886 ging Kunder zu einem naturwissenschaftlichen Studium nach Kasan, ein Jahr später jedoch wechselte er an eine pädagogische Lehranstalt in Sankt Petersburg. Hier wollte er sich auf ein höheres Schulamt in Estland vorbereiten. Bald danach erkrankte er jedoch an Typhus und starb im Alter von nicht einmal 36 Jahren.
Kunder war befreundet mit Mihkel Veske und auf vielen Gebieten der nationalen Emanzipationsbewegung tätig. Unter anderem war er Mitglied der Estnischen literärischen Gesellschaft, deren Vizepräsident er 1882 auch war, und der sogenannten Alexanderschule-Bewegung.

## Literarisches Werk
Trotz seines kurzen Lebens hat Juhan Kunder in vielen Bereichen der sich emanzipierenden estnischen Kultur des 19. Jahrhunderts seine Spuren hinterlassen. Sein Biograf Karl Laigna gab ihm gleich sechs Berufsbezeichnungen: „Dichter, Dramatiker, Literaturhistoriker, Folklorist, Pädagoge und politischer Aktivist“. Tatsächlich haben alle ihre Berechtigung, wenngleich er seine nachhaltigste Wirkung durch seine Schriften erzielte.
Kunder veröffentlichte zu Lebzeiten zwei Gedichtbände (1873, 1876) und steht ganz in der Tradition und Nachfolge von Lydia Koidula. Einige seiner vaterländischen Gedichte sind bis heute populär, zumal sie auch vertont sind. Zentral in seinem Werk sind jedoch die Schauspiele, weil er in diesem Bereich Eigenständiges und Neues leistete. Dabei ist die Frühgeschichte seiner Texte allerdings etwas verworren, so soll beispielsweise 1873 in der Estnischen literärischen Gesellschaft ein Drama von ihm besprochen worden sein, das danach spurlos verschwunden ist: Orust õnnemaale ('Aus dem Tal ins Land des Glücks').
Ab 1874 verfasste Kunder Texte, die auch auf die Bühne gelangten. Zunächst handelte es sich um relativ simple Schwänke und Dorfkomödien mit durchsichtigen Liebesintrigen und dergleichen. Aber die reiche Sprache und der besondere Humor des Autors gaben den Stücken einen besonderen Anstrich und sorgten für Erfolg beim Publikum.
1887 erschien dann ein ernsthaftes und fast kämpferisch zu nennendes Drama, in dem gesellschaftliche Probleme thematisiert wurden. Mõrsja ja märatsejad ('Die Braut und die Rasenden') richtet sich gegen die betrügerischen Praktiken religiöser Scharlatane und plädiert für mehr Standhaftigkeit. Als erster brachte Kunder damit aktuelle gesellschaftliche Probleme auf die Bühne, was seine besondere Bedeutung bei der Herausbildung einer eigenständigen estnischen Dramatik herausstreicht.
Im folkloristischen Bereich beteiligte sich Kunder an der Aufzeichnung von Volksdichtung und gab auch selbst einige Märchensammlungen heraus. 1885 veröffentlichte er eine Prosafassung von Friedrich Reinhold Kreutzwalds Epos Kalevipoeg, die positiv rezensiert wurde. Nach seinem Tode pries jemand dieses Werk sogar als das schönste, was dem Verstorbenen aus der Feder geflossen ist.
Ferner veröffentlichte Kunder eine Reihe von Kinder- und Schulbüchern und plante eine umfassende estnische Literaturgeschichte, von der jedoch nur ein kleiner Teil vorab (1885) in einer Zeitschrift erscheinen konnte und der erste Teil 1890 postum als Schulbuch herausgekommen ist.

## Rezeption in Deutschland
Im deutschsprachigen Raum ist Juhan Kunder fast ausschließlich mit seinen Märchen bekannt geworden. Nur ein einziges Gedicht ist 1925 in einer in Tartu publizierten Gedichtanthologie erschienen. Auch die meisten seiner Märchenübersetzungen sind in Estland selbst herausgegeben worden. Nur in einem in der DDR verlegten Märchenbuch ist Kunder vertreten, hier ist er allerdings mit zehn (von 35) Märchen der häufigste Autor, noch vor Kreutzwald. Das Buch erlebte zwei Neuauflagen, so dass es eine gewisse Verbreitung erlangt hat:
- Der gläserne Berg. Estnische Märchen. Mit 24 von Kindern gemalten Bildern. Ausgewählt und ins Deutsche übertragen von Alexander Baer. Berlin: Verlag Kultur und Fortschritt 1968. 188 S.; ²1970; ³1971.

In Tallinn sind vier Bücher mit Märchen von Kunder erschienen:
- Der wunderliche Spiegel. Übersetzt von Gisela Teeäär. Tallinn: Perioodika 1986. 30 S.
- Der große Peter und der kleine Peter. Deutsch von Haide Roodvee. Tallinn: Perioodika 1986. 32 S.
- (gemeinsam mit Friedrich Reinhold Kreutzwald in einem Buch) Geschichten vom gewitzten-mutigen Darrenwärter. Deutsch von Haide Roodvee. Tallinn: Perioodika 1987. 47 S.
- (gemeinsam mit Friedrich Reinhold Kreutzwald in einem Buch) Das Waisenmädchen und die Bauerntochter. Deutsch von Haide Roodvee. Tallinn: Perioodika 1989. 32 S.

Außerdem sind Kunders Märchen in den folgenden, ebenfalls in Tallinn verlegten Anthologien enthalten:
- Vom Mann, der die Schlangenworte wusste und andere estnische Märchen. Zusammengestellt von Andres Jaaksoo. Illustriert von Vive Tolli. Aus dem Estnischen übertragen von Haide Roodvee. Tallinn: Perioodika 1982, passim (4 Märchen).

- Der Flötenspieler. Estnische Märchen. Zusammengestellt von Jüri Talvet. Illustriert von Jaan Tammsaar. Übersetzt von Gisela Teeäär und Haide Roodvee. Tallinn: P 1987, S. 61–127 (11 Märchen).

## Auswahlbibliographie von Kunders Werken
- Õie-kuu ja külm elu maanteel. ('Der Wonnemond und das kalte Leben auf der Landstraße'.) Gedichte. Tartu: H. Laakmann 1873.
- Kümme laulu. ('Zehn Lieder.') Gedichte. Tartu: C. Mattiesen 1876.
- Mulgi mõistus ja Tartlase tarkus. ('Der Verstand des Mulks [scherzhaft-pejorative Bezeichnung für einen Bewohner Südwestestlands] und die Weisheit des Tartuers.') Schwank in einem Akt. Tartu: Schnakenburg 1881.
- Muru Miku meelehaigus. ('Muru Mikks Geisteskrankheit.') Schwank in einem Akt. Tartu: Schnakenburg 1882.
- Ema-armastus Eesti rahvaluuletuses. ('Mutterliebe in der estnischen Volksdichtung.') Tallinn: H. Jannsen 1883.
- Laste raamat. ('Buch der Kinder.') Erzählungen und Gedichte. Rakvere: G. Kuhs 1884.
- Jumala kuju. ('Gottesbildnis.') Erzählung. Tartu: H. Laakmann 1885.
- Kroonu onu. ('Der Onkel der Krone.') Schwank in zwei Akten. Tartu: H. Laakmann 1885.
- Kalevipoeg. Lugu Eesti muinaskangelasest. ('Kalevipoeg. Erzählung von einem Helden aus Estlands Vorzeit'.) Tartu: H. Laakmann 1885.
- Eesti muinasjutud. ('Estnische Märchen.') Tartu: Eesti Kirjameeste Selts 1885.
- Mõrsja ja Märatsejad. ('Die Braut und die Rasenden.') Schauspiel in drei Akten. Tartu: H. Laakmann 1887.
- J. Kunder Algupäralised luuletused. ('J.K.s Originalgedichte.') Tartu: K.A. Hermann 1889.
- Eesti kirjandus, koolile ja kodule. 1. raamat: Eesti vanemad laulikud. ('Die estnische Literatur, für Schule und Haus. 1. Buch: Estlands ältere Dichter.') Viljandi: F. Feldt 1890.
- Kingu Laos. ('Kingu Laos.') Schauspiel in zwei Akten. Viljandi: F. Feldt 1890.

## Sekundärliteratur
- Jaan Jõgever: Johann Kunder. In: Eesti Kirjandus 1906, S. 214–221 [Werkverzeichnis], S. 225–243, 257–272, 289–300; Fortsetzung in Eesti Kirjandus 1907, S. 5–11, 17–24, 33–41, 49–55, 65–72, 81–94, 105–118.
- Villem Alttoa: Lisandeid Juhan Kunderi loominguloole. In: Keel ja Kirjandus 3/1959, S. 140–146.
- Karl Laigna: Juhan Kunder. Mitmekülgne kultuuritegelane. Tallinn: Eesti Riiklik Kirjastus 1959.
- Cornelius Hasselblatt: Geschichte der estnischen Literatur. Berlin, New York: De Gruyter 2006, S. 312–315.
- Pille-Riin Larm: Ärkamisaeg, Noor-Eesti ja miski nende vahel. Eesti kirjandusloo küsimusi Juhan Kunderi näitel. In: Methis 12(2013), S. 34–55. http://ojs.utlib.ee/index.php/methis/article/view/1091